# Enrico Verjus
Enrico Battista Verjus in religione Stanislao (Oleggio, 26 maggio 1860 – Oleggio, 13 novembre 1892) è stato un vescovo cattolico e missionario italiano appartenente alla Congregazione dei Missionari del Sacro Cuore di Gesù fra i primi a sbarcare nel Territorio della Papuasia e colà nominato vescovo con il ruolo di coadiutore del vicario apostolico di Nuova Guinea. Dal 2016 è venerabile, nominato da papa Francesco.

## Biografia
Enrico Battista [Henri Baptiste] era il secondo di due fratelli (il maggiore si chiamava Giovanni Battista [Jean Baptiste]) ed era figlio di Philippe, regio carabiniere in pensione, e Laura Massara.
In seguito alla cessione dei territori di Savoia e Nizza alla Francia dopo la seconda guerra d'indipendenza italiana la famiglia Verjus dovette lasciare il Piemonte il 19 maggio 1861. Essendo il padre nativo proprio della Savoia, per avere diritto ad una pensione per mantenere la famiglia, dovette ritornare nella regione natale, nel suo paese di cittadinanza, secondo lo Statuto Albertino dell'allora Regno di Sardegna.
Entrò nel seminario dei Missionari del Sacro Cuore di Gesù e fu ordinato sacerdote, con il nome in religione di Stanislao. Celebrò la sua prima messa in piazza Navona a Roma, il 1º novembre 1883.
A venticinque anni partì missionario per il Territorio della Papuasia. La missione giaceva abbandonata da anni ed era considerata pericolosa, a seguito di numerose uccisioni di missionari ad opera delle popolazioni locali. Padre Stanislao invece riuscì a stabilire un buon rapporto con gli indigeni, che accettarono la sua presenza.
Il 10 maggio 1889 fu eletto vicario apostolico della Nuova Pomerania e nominato vescovo titolare di Limira; fu ordinato vescovo il 22 settembre 1889 da Louis-André Navarre sull'isola di Yule. Il 28 dicembre dello stesso anno ebbe l'incarico di coadiutore del vicario apostolico della Nuova Guinea.
Tornò in Italia per compiere la visita ad limina. Recatosi in Piemonte a trovare sua madre, si ammalò e poco dopo morì. È sepolto nella chiesa parrocchiale dei Santi Pietro e Paolo a Oleggio.

## Culto
La causa di beatificazione e canonizzazione di Stanislao Verjus fu aperta presso la diocesi di Novara il 12 marzo 1929 e chiusa il 9 novembre 1934. Contemporaneamente, fra il 1929 e il 1937 la causa fu esaminata a Bruges e nel vicariato apostolico della Papuasia.
Il 3 marzo 2016 papa Francesco ha dichiarato l'eroicità delle virtù e, pertanto, Stanislao Verjus gode del titolo di venerabile.